# 노동현 (1994년)
노동현(盧東顯, 1994년 7월 22일 ~)은 대한민국의 운동선수이다. 우슈 산타 前 국가대표 선수이자, 현재는 Gaon필라테스 대표, 한양대학교 미래인재교육원 교수 및 대한우슈협회 경기력향상위원으로 활동중이다.

## 학력
- 매천초등학교
- 구암중학교
- 매천고등학교
- 국민대학교 (학사)
- 용인대학교 대학원 (스포츠과학 석사)
- 한일장신대학교 대학원 (박사 과정)

## 생애

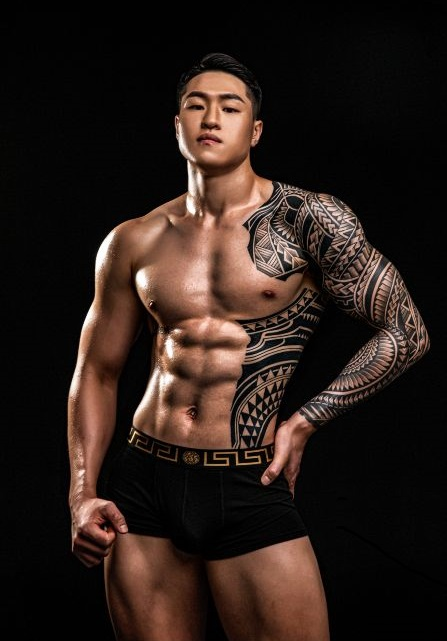

대구매천초등학교 52기 졸업생으로 초등생 시절 씨름에 입문하여 제35회 전국소년체육대회 2위를 했다. 이후 씨름을 그만 두고 태권도를 4단을 땄으나, 아버지의 권유로 태권도를 그만두고 합기도 체육관을 다녔다. 합기도 3단 취득후 체육관에서 격투기 시합을 나가면서 우슈를 시작했다. 2012년 92회 전국체육대회 우슈 고등부 -65kg 1등을 하여 진로를 정하게 되었으며, 2012년 청소년 국가대표에 발탁이 되었다. 이후 서울시설관리공단에서 -75kg 선수로 선발되어 24살에 주장이 되었다. 2018년도에 국가대표 선수가 되고 2013년부터 2019년도까지 서울시설관리공단에서 활동했다. 2020년 대구스포츠단 -70kg 선수로 입단하게 되었지만, 코로나로 인해 2년동안 시합을 못뛰게 되고 2022년 은퇴하였다.

## 수상[3]
- 제100회 전국체육대회 우슈 남자일반부 산타 75kg 3위 (2019)
- 제30회 회장배전국우슈선수권대회 및 국가대표선발전 남자 -80kg 1위 (2018)
- 제29회 회장배전국우슈선수권대회 국가대표평가전 및 청소년대표선발전남자일반부 -75kg 1위 (2017)
- 제97회 전국체육대회 우슈 남자일반부 산타 75kg 2위 (2016)
- 제96회 전국체육대회 우슈쿵푸 남자일반부 산타 75kg 2위 (2015)
- 제95회 전국체육대회 우슈쿵푸 남자일반부 산타 75kg 3위 (2014)
- 제93회 전국체육대회 우슈쿵푸 남자고등부 산타 65kg 2위 (2012)
- 제92회 전국체육대회 우슈쿵푸 남자고등부 산타 65kg 1위 (2011)[4]